# 真継伸彦
真継 伸彦（まつぎ のぶひこ、戸籍上は旧字の「眞繼」。1932年3月18日 - 2016年8月22日）は、日本の作家。元姫路獨協大学教授。京都市生まれ。

## 人と作品
京都大学文学部独文科卒業後の1954年に上京し、創元社の校正アルバイトに就き、1955年に専修大学図書館に就職。同人誌「半世界」に「杉本克己の死」の一部を発表。
一向一揆を題材にした小説を構想し、執筆に専念するために退職、1961年から青山学院大学ドイツ語非常勤講師となる。1963年、盗賊から浄土真宗に帰依する男を描いた歴史小説『鮫』で文藝賞を受賞。これに第二篇を加えて翌年刊行、また中村錦之助主演で東映で映画化された。
その後、芝浦工業大学に勤め、1967年に腹膜炎の手術で休職していた間に、同じく一向一揆を扱った続編『無明』執筆を開始。1968年に桃山学院大学に移り、当時の大学闘争の対応に追われながら、翌年発表。この続編『華厳』や、『親鸞』など、信仰の問題を追求した作品が多い。
宗教小説以外の代表作としては、スターリン批判とハンガリー動乱に揺れるある大学の共産党細胞の苦悩を描いた『光る聲』。実際にあった事件をモデルに、党の上部組織を批判できない立場の悲喜劇を「受難としての生命現象」として捉えている。他には『青空』、エッセー集『破局の予兆の前で』などがある。
高橋和巳、小田実、柴田翔らと同人誌「人間として」、及び「使者」で活動。
1955年、真継豊子と結婚、62年長女を儲けるが、92年に離婚、若い女性と再婚した（真継豊子『女運あれど男運なし』）
姫路獨協大学教授を務めたが、定年前に解雇通告され、無効を求めて他の二人の教授と共に提訴、2005年9月に勝訴した。
囲碁を趣味とし、かつて行われていた文壇名人戦・文壇本因坊戦などで強豪として知られ、プロ棋戦観戦記の執筆も行い、囲碁に関する著作もある。
2016年8月22日、急性肺炎により死去。84歳没。

## 著作一覧
- 『鮫』河出書房新社 1964、のち文庫
- 『光る聲』（長編小説）河出書房新社 1966、のち新潮文庫
- 『未来喪失者の行動』（評論集）河出書房新社 1967
- 『無明』（長編小説）河出書房新社、のち文庫 1970
- 『破局の予兆の前で』（評論集）河出書房新社 1971
- 『真継伸彦集』新鋭作家叢書4、河出書房新社 1971
- 『内面の自由』（評論集）筑摩書房 1972
- 『青春の遺書』（評論）筑摩書房 1973
- 『わが薄明の時』（『杉本克己の死』改題）（長編小説）新潮社 1973
- 『林檎の下の顔』（長編小説）筑摩書房 1974
- 『深淵への帰行』（評論集）筑摩書房 1975
- 『親鸞』朝日評伝選、朝日新聞社 1975、のち選書
- 『新しい宗教を求めて～私とは何か』（評論集）筑摩書房 1975
- 『闇に向う精神』（評論集）構想社 1977
- 『仏教のこころ』（評論集）筑摩書房 1979
- 『囲碁のある人生』（随筆・観戦記）筑摩書房 1980
- 『無明の世界』（評論集）文和書房 1981
- 『私の蓮如』（伝記）筑摩書房 1981
- 『樹下の仏陀』（長編小説）筑摩書房 1982
- 『青空』（長編小説）毎日新聞社 1983
- 『男あり』（長編小説）筑摩書房 1983
- 『現代人と救い』（評論）筑摩書房 1983
- 『死の彼方からの光』編集工房ノア 1984
- 『青春とはなにか　友だち・スポーツ・読書』岩波ジュニア新書 1985
- 『〈宗派別〉日本の仏教・人と教え4』（評論）小学館 1985
- 『君よ、青春の当事者たれ 京大フットボール部全国制覇の記録』講談社 1985
- 『はばたけ、生命（イノチ）よ お父さんの育児日記』（随筆）河出書房新社 1988
- 『心の三つの泉 シャーマニズム・禅仏教・親鸞浄土教』（評論）河出書房新社 1989
- 『「救い」の構造 日本人の魂のありかを求めて』NHKブックス（評論）日本放送出版協会 1991

## 共著・翻訳など
- 『変革の思想を問う』小田実・高橋和巳・真継伸彦共編 筑摩書房 1969年
- 『季刊 人間として』小田実　開高健　柴田翔　高橋和巳　真継伸彦 (編集)　筑摩書房 1970 - 1971
- 『日本の古典 第12巻 親鸞・道元・日蓮』共訳、河出書房新社 1973
- 『夏目漱石・森鴎外』日本の名著第2巻 編著、中央公論社 1974
- 『日本仏教・この人と思想』（講演集）梅原猛、上山春平、武内義範共著、朝日新聞社 1974
- 『親鸞書簡集』（翻訳）徳間書店 1978
- 『たった一人の道標』編著、サンリオ出版社 1978
- 『個人全訳・親鸞全集』全5巻（翻訳）法藏館 1982-84